# Championnats d'Europe de patinage artistique 2012
Navigation
Édition précédente Édition suivante
Les championnats d'Europe de patinage artistique 2012 ont lieu du 23 au 29 janvier 2012 à l'Arena de Sheffield au Royaume-Uni. C'est la première fois que la ville du Yorkshire organise les championnats européens de patinage.
C'est la 4e fois que le royaume britannique accueille les championnats européens après les éditions de 1933 à Londres, 1939 à Londres également (mais uniquement pour la compétition féminine), et 1989 à Birmingham.

## Qualifications
Les patineurs sont éligibles à l'épreuve s'ils représentent une nation européenne membre de l'Union internationale de patinage (International Skating Union en anglais) et s'ils ont atteint l'âge de 15 ans avant le 1er juillet 2011 dans leur pays de naissance. La compétition correspondante pour les patineurs non européens est le championnat des Quatre Continents 2012. Les fédérations nationales sélectionnent leurs patineurs en fonction de leurs propres critères, mais l'Union internationale de patinage exige un score minimum d'éléments techniques (Technical Elements Score en anglais) lors d'une compétition internationale avant les championnats d'Europe.

### Score minimum d'éléments techniques
L'Union internationale de patinage stipule que les notes minimales doivent être obtenues lors d'une compétition internationale senior reconnue par elle-même au cours de la saison en cours ou précédente.
| Score minimum d'éléments techniques                                                         | Score minimum d'éléments techniques | Score minimum d'éléments techniques |
| Discipline                                                                                  | Programme court                     | Programme libre                     |
| Messieurs                                                                                   | 20.00                               | 35.00                               |
| Dames                                                                                       | 15.00                               | 25.00                               |
| Couples                                                                                     | 17.00                               | 30.00                               |
| Danse sur glace                                                                             | 17.00                               | 27.00                               |
| ------------------------------------------------------------------------------------------- | ----------------------------------- | ----------------------------------- |
| Les scores des programmes courts et libres peuvent être obtenus à différentes compétitions. |                                     |                                     |

### Nombre d'inscriptions par discipline
Sur la base des résultats des championnats d'Europe 2011, l'Union internationale de patinage autorise chaque pays à avoir de une à trois inscriptions par discipline.
| Entrées                                                           | Messieurs                     | Dames                                 | Couples                                        | Danse sur glace                                       |
| ----------------------------------------------------------------- | ----------------------------- | ------------------------------------- | ---------------------------------------------- | ----------------------------------------------------- |
| 3                                                                 | France Tchéquie Russie        | Italie Russie                         | Allemagne Russie                               | France Russie                                         |
| 2                                                                 | Belgique Italie Suède Espagne | Suisse Finlande Suède Belgique France | Italie Tchéquie Royaume-Uni France Biélorussie | Italie Allemagne Hongrie Tchéquie Ukraine Royaume-Uni |
| Si non répertorié ci-dessus, une seule inscription est autorisée. |                               |                                       |                                                |                                                       |

Certains patineurs ou couples ont dû concourir à des qualifications, tandis que d'autres ont reçu leur inscription directement pour le programme court. Si un pays a une inscription non directe, c'est le patineur ou le couple le moins bien classé au niveau mondial qui participe aux qualifications. Celles ci permettent uniquement de se qualifier pour les programmes courts ; les points obtenus lors des qualifications ne comptent pas pour le résultat final.

## Podiums
| Épreuves                            | Or                                  | Argent                              | Bronze                            |
| ----------------------------------- | ----------------------------------- | ----------------------------------- | --------------------------------- |
| Messieurs résultats détaillés       | Evgeni Plushenko                    | Artur Gachinski                     | Florent Amodio                    |
| Dames résultats détaillés           | Carolina Kostner                    | Kiira Korpi                         | Elene Gedevanishvili              |
| Couples résultats détaillés         | Tatiana Volosozhar / Maksim Trankov | Vera Bazarova / Yuri Larionov       | Ksenia Stolbova / Fedor Klimov    |
| Danse sur glace résultats détaillés | Nathalie Péchalat / Fabian Bourzat  | Ekaterina Bobrova / Dmitri Soloviev | Elena Ilinykh / Nikita Katsalapov |

## Tableau des médailles
| Rang  | Nation   | Or | Argent | Bronze | Total |
| ----- | -------- | -- | ------ | ------ | ----- |
| 1     | Russie   | 2  | 3      | 2      | 7     |
| 2     | France   | 1  | 0      | 1      | 2     |
| 3     | Italie   | 1  | 0      | 0      | 1     |
| 4     | Finlande | 0  | 1      | 0      | 1     |
| 5     | Géorgie  | 0  | 0      | 1      | 1     |
| Total | Total    | 4  | 4      | 4      | 12    |

## Détails des compétitions

### Messieurs

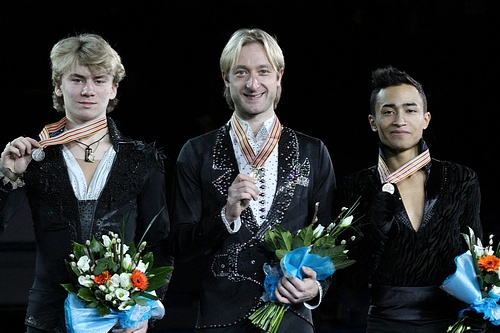
Podium des Messieurs

| Rang                                        | Nom                  | Pays        | Qualifications | Qualifications | Points | Programme court | Programme court | Programme libre | Programme libre |
| ------------------------------------------- | -------------------- | ----------- | -------------- | -------------- | ------ | --------------- | --------------- | --------------- | --------------- |
| 1                                           | Evgeni Plushenko     | Russie      | 1              | 157.52         | 261.23 | 2               | 84.71           | 1               | 176.52          |
| 2                                           | Artur Gachinski      | Russie      |                |                | 246.27 | 1               | 84.80           | 2               | 161.47          |
| 3                                           | Florent Amodio       | France      |                |                | 234.18 | 5               | 78.48           | 3               | 155.70          |
| 4                                           | Michal Březina       | Tchéquie    |                |                | 229.30 | 6               | 76.13           | 4               | 153.17          |
| 5                                           | Tomáš Verner         | Tchéquie    |                |                | 225.36 | 3               | 81.14           | 6               | 144.22          |
| 6                                           | Javier Fernández     | Espagne     |                |                | 222.26 | 4               | 80.11           | 7               | 142.15          |
| 7                                           | Samuel Contesti      | Italie      |                |                | 212.32 | 11              | 66.86           | 5               | 145.46          |
| 8                                           | Brian Joubert        | France      |                |                | 207.83 | 10              | 67.92           | 8               | 139.91          |
| 9                                           | Jorik Hendrickx      | Belgique    |                |                | 204.63 | 8               | 68.98           | 9               | 135.65          |
| 10                                          | Sergey Voronov       | Russie      |                |                | 195.89 | 14              | 60.88           | 10              | 135.01          |
| 11                                          | Alexander Majorov    | Suède       |                |                | 193.18 | 9               | 68.33           | 11              | 124.85          |
| 12                                          | Chafik Besseghier    | France      |                |                | 181.85 | 12              | 63.12           | 13              | 118.73          |
| 13                                          | Kim Lucine           | Monaco      |                |                | 179.33 | 16              | 57.64           | 12              | 121.69          |
| 14                                          | Zoltán Kelemen       | Roumanie    | 2              | 114.64         | 178.02 | 15              | 60.12           | 14              | 117.90          |
| 15                                          | Peter Liebers        | Allemagne   |                |                | 176.75 | 13              | 61.08           | 16              | 115.67          |
| 16                                          | Paolo Bacchini       | Italie      |                |                | 169.40 | 17              | 55.77           | 18              | 114.34          |
| 17                                          | Paul Fentz           | Allemagne   | 4              | 107.92         | 169.40 | 23              | 51.74           | 15              | 117.66          |
| 18                                          | Viktor Pfeifer       | Autriche    |                |                | 168.92 | 21              | 53.58           | 17              | 115.34          |
| 19                                          | Maciej Cieplucha     | Pologne     | 3              | 108.53         | 166.86 | 20              | 54.17           | 19              | 112.69          |
| 20                                          | Justus Strid         | Danemark    | 6              | 103.04         | 156.33 | 18              | 54.71           | 21              | 101.62          |
| 21                                          | Dmitri Ignatenko     | Ukraine     |                |                | 154.88 | 24              | 51.61           | 20              | 103.27          |
| 22                                          | Alexei Bychenko      | Israël      | 5              | 106.19         | 141.19 | 19              | 54.69           | 22              | 86.50           |
| 23                                          | Viktor Romanenkov    | Estonie     | 8              | 95.86          | 135.09 | 22              | 52.24           | 23              | 82.85           |
| Abandon                                     | Kevin Van Der Perren | Belgique    |                |                |        | 7               | 71.05           |                 |                 |
| Patineurs éliminés après le programme court |                      |             |                |                |        |                 |                 |                 |                 |
| 25                                          | Jason Thompson       | Royaume-Uni | 13             | 89.63          |        | 25              | 51.42           | NC              | NC              |
| 26                                          | Pavel Kaška          | Tchéquie    | 11             | 93.10          |        | 26              | 51.34           | NC              | NC              |
| 27                                          | Vitali Luchanok      | Biélorussie | 7              | 98.28          |        | 27              | 48.32           | NC              | NC              |
| 28                                          | Slavik Hayrapetyan   | Arménie     | 10             | 93.19          |        | 28              | 45.75           | NC              | NC              |
| 29                                          | Ali Demirboga        | Turquie     | 9              | 93.99          |        | 29              | 45.54           | NC              | NC              |
| Patineurs éliminés après les qualifications |                      |             |                |                |        |                 |                 |                 |                 |
| 30                                          | Laurent Alvarez      | Suisse      | 12             | 90.70          |        | NC              | NC              | NC              | NC              |
| 31                                          | Márton Markó         | Hongrie     | 14             | 85.41          |        | NC              | NC              | NC              | NC              |
| 32                                          | Manol Atanassov      | Bulgarie    | 15             | 81.07          |        | NC              | NC              | NC              | NC              |
| Forfait                                     | Ari-Pekka Nurmenkari | Finlande    | NC             | NC             |        | NC              | NC              | NC              | NC              |

### Dames

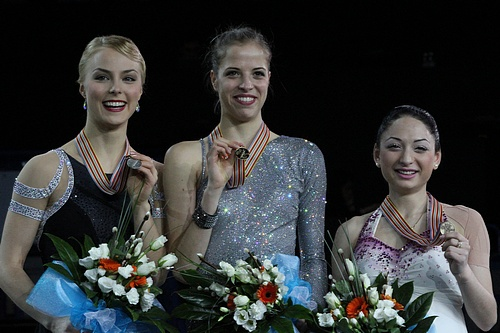
Podium des Dames

| Rang                                          | Nom                    | Pays        | Qualifications | Qualifications | Points | Programme court | Programme court | Programme libre | Programme libre |
| --------------------------------------------- | ---------------------- | ----------- | -------------- | -------------- | ------ | --------------- | --------------- | --------------- | --------------- |
| 1                                             | Carolina Kostner       | Italie      |                |                | 183.55 | 1               | 63.22           | 1               | 120.33          |
| 2                                             | Kiira Korpi            | Finlande    |                |                | 166.94 | 2               | 61.80           | 4               | 105.14          |
| 3                                             | Elene Gedevanishvili   | Géorgie     |                |                | 165.93 | 4               | 57.14           | 3               | 108.79          |
| 4                                             | Polina Korobeynikova   | Russie      | 1              | 109.73         | 164.13 | 12              | 49.41           | 2               | 114.72          |
| 5                                             | Viktoria Helgesson     | Suède       |                |                | 160.82 | 5               | 55.68           | 5               | 105.14          |
| 6                                             | Ksenia Makarova        | Russie      |                |                | 159.59 | 3               | 57.55           | 7               | 102.04          |
| 7                                             | Alena Leonova          | Russie      |                |                | 158.78 | 6               | 54.50           | 6               | 104.28          |
| 8                                             | Valentina Marchei      | Italie      |                |                | 146.84 | 7               | 53.52           | 9               | 93.32           |
| 9                                             | Yrétha Silété          | France      | 4              | 90.38          | 145.50 | 8               | 52.75           | 11              | 92.75           |
| 10                                            | Joshi Helgesson        | Suède       | 2              | 96.27          | 145.11 | 9               | 52.32           | 10              | 92.79           |
| 11                                            | Jelena Glebova         | Estonie     |                |                | 141.92 | 10              | 52.32           | 13              | 89.60           |
| 12                                            | Natalia Popova         | Ukraine     | 5              | 88.70          | 138.60 | 19              | 43.75           | 8               | 94.85           |
| 13                                            | Maé-Bérénice Méité     | France      |                |                | 137.33 | 11              | 49.86           | 15              | 87.47           |
| 14                                            | Monika Simančíková     | Slovaquie   | 3              | 91.99          | 136.79 | 14              | 46.39           | 12              | 90.40           |
| 15                                            | Sonia Lafuente         | Espagne     |                |                | 133.64 | 13              | 47.34           | 16              | 86.30           |
| 16                                            | Alina Fjodorova        | Lettonie    | 6              | 87.82          | 133.48 | 18              | 44.37           | 14              | 89.11           |
| 17                                            | Juulia Turkkila        | Finlande    |                |                | 130.33 | 15              | 45.65           | 17              | 84.68           |
| 18                                            | Jenna McCorkell        | Royaume-Uni |                |                | 125.41 | 16              | 45.32           | 19              | 80.09           |
| 19                                            | Isabelle Pieman        | Belgique    |                |                | 122.13 | 17              | 44.39           | 20              | 77.74           |
| 20                                            | Romy Bühler            | Suisse      |                |                | 121.25 | 24              | 38.14           | 18              | 83.11           |
| 21                                            | Myriam Leuenberger     | Suisse      |                |                | 117.73 | 21              | 41.77           | 21              | 75.96           |
| 22                                            | Nathalie Weinzierl     | Allemagne   |                |                | 115.89 | 20              | 42.56           | 22              | 73.33           |
| 23                                            | Francesca Rio          | Italie      | 7              | 73.23          | 108.66 | 22              | 40.02           | 23              | 68.64           |
| 24                                            | Karina Sinding Johnson | Danemark    |                |                | 92.12  | 23              | 38.23           | 24              | 53.89           |
| Patineuses éliminées après le programme court |                        |             |                |                |        |                 |                 |                 |                 |
| 25                                            | Fleur Maxwell          | Luxembourg  | 9              | 67.35          |        | 25              | 37.06           | NC              | NC              |
| 26                                            | Kaat Van Daele         | Belgique    | 10             | 67.22          |        | 26              | 35.11           | NC              | NC              |
| 27                                            | Chelsea Rose Chiappa   | Hongrie     |                |                |        | 27              | 34.46           | NC              | NC              |
| 28                                            | Clara Peters           | Irlande     | 8              | 69.92          |        | 28              | 30.88           | NC              | NC              |
| Patineuses éliminées après les qualifications |                        |             |                |                |        |                 |                 |                 |                 |
| 29                                            | Birce Atabey           | Turquie     | 11             | 65.98          |        | NC              | NC              | NC              | NC              |
| 30                                            | Kerstin Frank          | Autriche    | 12             | 65.86          |        | NC              | NC              | NC              | NC              |
| 31                                            | Rimgailė Meškaitė      | Lituanie    | 13             | 65.38          |        | NC              | NC              | NC              | NC              |
| 32                                            | Manouk Gijsman         | Pays-Bas    | 14             | 64.07          |        | NC              | NC              | NC              | NC              |
| 33                                            | Patricia Gleščič       | Slovénie    | 15             | 63.06          |        | NC              | NC              | NC              | NC              |
| 34                                            | Camilla Gjersem        | Norvège     | 16             | 63.04          |        | NC              | NC              | NC              | NC              |
| 35                                            | Ksenia Bakusheva       | Biélorussie | 17             | 61.60          |        | NC              | NC              | NC              | NC              |
| 36                                            | Eliška Březinová       | Tchéquie    | 18             | 60.43          |        | NC              | NC              | NC              | NC              |
| 37                                            | Daniela Stoeva         | Bulgarie    | 19             | 60.33          |        | NC              | NC              | NC              | NC              |
| 38                                            | Georgia Glastris       | Grèce       | 20             | 58.85          |        | NC              | NC              | NC              | NC              |
| 39                                            | Sabina Măriuţă         | Roumanie    | 21             | 57.15          |        | NC              | NC              | NC              | NC              |
| 40                                            | Marina Seeh            | Serbie      | 22             | 52.24          |        | NC              | NC              | NC              | NC              |
| 41                                            | Mirna Libric           | Croatie     | 23             | 50.70          |        | NC              | NC              | NC              | NC              |

### Couples

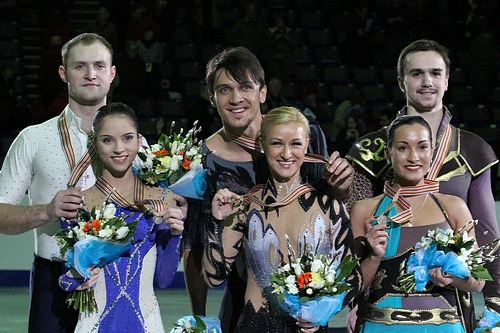
Podium des couples artistiques

| Rang                                      | Nom                                       | Pays        | Points | Programme court | Programme court | Programme libre | Programme libre |
| ----------------------------------------- | ----------------------------------------- | ----------- | ------ | --------------- | --------------- | --------------- | --------------- |
| 1                                         | Tatiana Volosozhar / Maksim Trankov       | Russie      | 210.45 | 1               | 72.80           | 1               | 137.65          |
| 2                                         | Vera Bazarova / Yuri Larionov             | Russie      | 193.79 | 2               | 66.89           | 2               | 126.90          |
| 3                                         | Ksenia Stolbova / Fedor Klimov            | Russie      | 171.81 | 3               | 58.66           | 3               | 113.15          |
| 4                                         | Stefania Berton / Ondřej Hotárek          | Italie      | 158.99 | 4               | 54.38           | 4               | 104.61          |
| 5                                         | Mari Vartmann / Aaron Van Cleave          | Allemagne   | 154.99 | 7               | 52.00           | 5               | 102.99          |
| 6                                         | Vanessa James / Morgan Ciprès             | France      | 151.93 | 8               | 51.81           | 6               | 100.12          |
| 7                                         | Maylin Hausch / Daniel Wende              | Allemagne   | 148.82 | 5               | 54.03           | 7               | 94.79           |
| 8                                         | Daria Popova / Bruno Massot               | France      | 139.98 | 6               | 53.91           | 9               | 86.07           |
| 9                                         | Stacey Kemp / David King                  | Royaume-Uni | 138.39 | 9               | 45.75           | 8               | 92.64           |
| 10                                        | Lubov Bakirova / Mikalai Kamianchuk       | Biélorussie | 122.25 | 14              | 39.06           | 10              | 83.19           |
| 11                                        | Danielle Montalbano / Evgeni Krasnopolski | Israël      | 120.32 | 12              | 41.69           | 11              | 78.63           |
| 12                                        | Carolina Gillespie / Luca Dematté         | Italie      | 120.11 | 11              | 42.75           | 12              | 77.36           |
| 13                                        | Alexandra Herbrikova / Rudy Halmaert      | Tchéquie    | 115.87 | 10              | 42.99           | 14              | 72.88           |
| 14                                        | Anaïs Morand / Timothy Leemann            | Suisse      | 114.20 | 13              | 41.48           | 15              | 72.72           |
| 15                                        | Stina Martini / Severin Kiefer            | Autriche    | 112.10 | 15              | 38.05           | 13              | 74.05           |
| 16                                        | Sally Hoolin / James Hunt                 | Royaume-Uni | 94.08  | 16              | 33.41           | 16              | 60.67           |
| Couples éliminés après le programme court |                                           |             |        |                 |                 |                 |                 |
| 17                                        | Elizabeta Makarova / Leri Kenchadze       | Bulgarie    |        | 17              | 32.80           | NC              | NC              |
| 18                                        | Maria Paliakova / Mikhail Fomichev        | Biélorussie |        | 18              | 28.33           | NC              | NC              |
| Forfait                                   | Aljona Savchenko / Robin Szolkowy         | Allemagne   |        | NC              | NC              | NC              | NC              |

### Danse sur glace

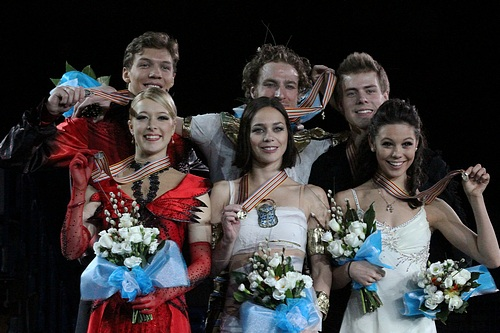
Podium de la danse sur glace

| Rang                                      | Nom                                      | Pays        | Qualifications | Qualifications | Points | Danse courte | Danse courte | Danse libre | Danse libre |
| ----------------------------------------- | ---------------------------------------- | ----------- | -------------- | -------------- | ------ | ------------ | ------------ | ----------- | ----------- |
| 1                                         | Nathalie Péchalat / Fabian Bourzat       | France      |                |                | 164.18 | 2            | 64.89        | 1           | 99.29       |
| 2                                         | Ekaterina Bobrova / Dmitri Soloviev      | Russie      |                |                | 160.23 | 1            | 65.06        | 2           | 95.17       |
| 3                                         | Elena Ilinykh / Nikita Katsalapov        | Russie      |                |                | 153.12 | 7            | 59.49        | 3           | 93.63       |
| 4                                         | Anna Cappellini / Luca Lanotte           | Italie      |                |                | 153.09 | 6            | 59.62        | 4           | 93.47       |
| 5                                         | Ekaterina Riazanova / Ilia Tkachenko     | Russie      |                |                | 152.22 | 3            | 61.34        | 5           | 90.88       |
| 6                                         | Penny Coomes / Nicholas Buckland         | Royaume-Uni |                |                | 145.31 | 4            | 59.78        | 6           | 85.53       |
| 7                                         | Pernelle Carron / Lloyd Jones            | France      |                |                | 142.27 | 8            | 57.40        | 7           | 84.87       |
| 8                                         | Nelli Zhiganshina / Alexander Gazsi      | Allemagne   |                |                | 140.84 | 9            | 56.79        | 8           | 84.05       |
| 9                                         | Isabella Tobias / Deividas Stagniūnas    | Lituanie    |                |                | 139.53 | 5            | 59.66        | 10          | 79.87       |
| 10                                        | Julia Zlobina / Alexei Sitnikov          | Azerbaïdjan | 1              | 81.55          | 133.04 | 11           | 49.66        | 9           | 83.38       |
| 11                                        | Charlène Guignard / Marco Fabbri         | Italie      | 2              | 74.34          | 129.46 | 10           | 52.45        | 11          | 77.01       |
| 12                                        | Tanja Kolbe / Stefano Caruso             | Allemagne   | 6              | 71.05          | 123.89 | 13           | 49.07        | 13          | 74.82       |
| 13                                        | Louise Walden / Owen Edwards             | Royaume-Uni | 4              | 72.75          | 122.59 | 14           | 48.36        | 14          | 74.23       |
| 14                                        | Irina Shtork / Taavi Rand                | Estonie     | 7              | 69.21          | 121.09 | 19           | 44.97        | 12          | 76.12       |
| 15                                        | Siobhan Heekin-Canedy / Dmitri Dun       | Ukraine     | 3              | 73.10          | 119.95 | 16           | 46.71        | 15          | 73.24       |
| 16                                        | Sara Hurtado / Adrià Díaz                | Espagne     | 5              | 72.07          | 117.26 | 12           | 49.35        | 17          | 67.91       |
| 17                                        | Zsuzsanna Nagy / Máté Fejes              | Hongrie     |                |                | 114.40 | 18           | 44.99        | 16          | 69.41       |
| 18                                        | Gabriela Kubová / Dmitri Kiselev         | Tchéquie    |                |                | 113.51 | 17           | 45.88        | 18          | 67.63       |
| 19                                        | Lucie Myslivečková / Neil Brown          | Tchéquie    | 8              | 68.68          | 111.46 | 15           | 47.47        | 19          | 63.99       |
| 20                                        | Nadezhda Frolenkova / Mikhail Kasalo     | Ukraine     |                |                | 104.74 | 20           | 42.60        | 20          | 62.14       |
| Couples éliminés après les qualifications |                                          |             |                |                |        |              |              |             |             |
| 21                                        | Tiffany Zahorski / Alexis Miart          | France      | 9              | 67.22          |        | NC           | NC           | NC          | NC          |
| 22                                        | Ramona Elsener / Florian Roost           | Suisse      | 10             | 67.01          |        | NC           | NC           | NC          | NC          |
| 23                                        | Dóra Turóczi / Balázs Major              | Hongrie     | 11             | 65.01          |        | NC           | NC           | NC          | NC          |
| 24                                        | Barbora Silná / Juri Kurakin             | Autriche    | 12             | 63.34          |        | NC           | NC           | NC          | NC          |
| 25                                        | Henna Lindholm / Ossi Kanervo            | Finlande    | 13             | 63.26          |        | NC           | NC           | NC          | NC          |
| 26                                        | Alisa Agafonova / Alper Uçar             | Turquie     | 14             | 60.63          |        | NC           | NC           | NC          | NC          |
| 27                                        | Alexandra Zvorygina / Maciej Bernadowski | Pologne     | 15             | 58.94          |        | NC           | NC           | NC          | NC          |
| 28                                        | Lesia Valadzenkava / Vitali Vakunov      | Biélorussie | 16             | 57.97          |        | NC           | NC           | NC          | NC          |
| 29                                        | Ekaterina Bugrov / Vasili Rogov          | Israël      | 17             | 56.11          |        | NC           | NC           | NC          | NC          |
| 30                                        | Ksenia Pecherkina / Aleksandrs Jakushin  | Lettonie    | 18             | 53.93          |        | NC           | NC           | NC          | NC          |
| 31                                        | Alexandra Chistiakova / Dimitar Lichev   | Bulgarie    | 19             | 45.42          |        | NC           | NC           | NC          | NC          |